# بيتر ألين (سياسي)
بيتر ألين (بالإنجليزية: Peter Allen)‏ هو فلاح وصحفي وسياسي بريطاني وأسترالي (وحمل سابقاً جنسية المملكة المتحدة لبريطانيا العظمى وأيرلندا)، ولد في 1855، وتوفي في 22 أكتوبر 1925. انتخب عضو مجلس النواب جنوب أستراليا من الجمعية عن دائرة Electoral district of Yorke Peninsula ‏ وقد انضم خلال فترته النيابية (27 مارس 1915 – 22 أكتوبر 1925)  للكتلة البرلمانية Liberal Union (South Australia) ‏ وانتخب عضو مجلس النواب جنوب أستراليا من الجمعية عن دائرة Electoral district of Wallaroo ‏ وقد انضم خلال فترته النيابية (3 مايو 1902 – 9 فبراير 1912)  للكتلة البرلمانية مستقل.